# L'America in bicicletta
L'America in bicicletta (Breaking Away) è una serie televisiva statunitense in 8 episodi andati in onda per la prima volta nel corso di una sola stagione da novembre 1980 a gennaio 1981.
La serie, girata ad Athens, in Georgia, si basa sul film All American Boys del 1979 diretto da Peter Yates (ne è un prequel essendo ambientata un anno prima delle vicende del film). Gli unici attori che hanno interpretato un ruolo anche nel film sono Jackie Earle Haley e Barbara Barrie. La serie non ebbe lo stesso successo del film e fu interrotta dopo il settimo episodio, La Strada (l'ottavo non fu mai trasmesso).

## Trama
Ambientato nella cittadina di Bloomington, nell'Indiana, racconta le vicende di un gruppo di amici: Evelyn, Dave, Moocher, Mike e Cyril. Il protagonista è Dave (soprannominato dagli amici "Dr. Jekyll e Mr. Ravioli" a causa della sua passione per l'Italia), con la sua preziosa bicicletta italiana denominata la Strada che nel settimo episodio, l'ultimo andato in onda, gli viene rubata. Il primo episodio si apre un anno prima delle vicende del film quando i ragazzi, appena diplomatisi alla scuola superiore, giurano di restare sempre in contatto anche nel caso in cui dovessero iscriversi al college.

## Personaggi
- Dave Stoller (7 episodi, 1980-1981), interpretato da Shaun Cassidy, idealista appassionato della bicicletta.
- Moocher (7 episodi, 1980-1981), interpretato da Jackie Earle Haley, è più ribelle nel gruppo di amici.
- Evelyn Stoller (7 episodi, 1980-1981), interpretata da Barbara Barrie.
- Mike (7 episodi, 1980-1981), interpretato da Tom Wiggin.
- Ray Stoller (7 episodi, 1980-1981), interpretato da Vincent Gardenia, venditore di auto usate e padre di Dave.
- Cyril (7 episodi, 1980-1981), interpretato da Thom Bray.
- Steve (3 episodi, 1980), interpretato da Steve Doubet.
- Paulina Bornstein (3 episodi, 1980-1981), interpretata da Dominique Dunne.
- Nancy (3 episodi, 1980), interpretata da Shelby Brammer, fidanzata di Moocher.

## Episodi
| Stagione       | Episodi | Prima TV USA | Prima TV Italia |
| -------------- | ------- | ------------ | --------------- |
| Prima stagione | 8       | 1980         | 1981            |